# (12904) 1998 RB65
(12904) 1998 RB65 est un objet de la ceinture principale extérieure découvert en 1998.

## Description
(12904) 1998 RB65 a été découvert le 14 septembre 1998 à l'observatoire Magdalena Ridge, situé dans le comté de Socorro, au Nouveau-Mexique (États-Unis), par le projet Lincoln Near-Earth Asteroid Research (LINEAR).

### Caractéristiques orbitales
L'orbite de cet astéroïde est caractérisée par un demi-grand axe de 3,21 UA, un périhélie de 2,78 UA, une excentricité de 0,13 et une inclinaison de 0,08° par rapport à l'écliptique. Du fait de ces caractéristiques, à savoir un demi-grand axe entre 3,2 et 4,6 UA, il est classé, selon la JPL Small-Body Database, comme objet de la ceinture principale extérieure.

### Caractéristiques physiques
(12904) 1998 RB65 a une magnitude absolue (H) de 13,2 et un albédo estimé à 0,177.